# IC 1509
IC 1509 — галактика типу Sc (компактна спіральна галактика) у сузір'ї Водолій.
Цей об'єкт міститься в оригінальній редакції індексного каталогу.